# ضمیر
ضَمیر یا فَرانام (به انگلیسی: Pronoun) واژه‌ای است که می‌تواند جایگزین گروه اسمی شود، مثلاً به جای آنکه بگوییم «سهراب را دیدم و به سهراب گفتم»، می‌گوییم «سهراب را دیدم و به او گفتم»
توضیح اینکه واژهٔ "ضمیر" در زبان پارسی به معنای وجدان و وجود، نهان و درون، یعنی "خود" اوست.
ضمیر

## ضمیرهای فارسی
در زبان فارسی ضمیر نقش نیست بلکه نوع واژه است و می‌تواند مانند اسم در جمله نقش‌های مختلفی بگیرد.
ضمیرهای فارسی دارای هشت گونه‌اند: شخصی، مشترک، اشاره، پرسش، مبهم، تعجّب، شمارشی، ملکی (اختصاصی).

## ضمیر شخصی منفصل یا ناپیوسته (گسسته)
ضمیری است که تنها به کار می‌رود و معنی مستقل دارد.

#### ضمیر شخصی متصل یا پیوسته
ضمیری است که به کلمهٔ دیگر می‌پیوندد و معنی مستقل ندارد. این ضمیر معمولاً به اسم و گاه به فعل و حرف می‌پیوندد.
جدول زیر نشان‌دهندهٔ همهٔ ضمیرهای شخصی فارسی (گسسته و پیوسته) است.
|         | گسسته    | گسسته      | پیوسته | پیوسته |
| شخص     | مفرد     | جمع        | مفرد   | جمع    |
| ------- | -------- | ---------- | ------ | ------ |
| یکم شخص | من       | ما         | ـَـ م   | ـِـ مان |
| دوم شخص | تو       | شما        | ـَـ ت   | ـِـ تان |
| سوم شخص | آن/او/وی | آن‌ها/ایشان | ـَـ ش   | ـِـ شان |

ضمیر «شما» (به‌همراه ضمیر پیوسته «تان» و شناسه دوم شخص جمع)  ( ضمیر اول برای جمع بستن است)
همچنین برای دوم شخص مفرد و در هنگام رعایت احترام بکار می‌رود؛ و همچنین از ضمیر سوم شخص جمع «ایشان» (به همراه ضمیر گسسته «شان» و شناسه سوم شخص جمع) برای سوم شخص مفرد و در هنگام حفظ احترام او استفاده می‌شود (مانند «مادرم گفتند»، «ایشان گفتند»). گاهی نیز به جای «او» ضمیر سوم شخص مفرد «وی» می‌آید. در زبان پهلوی (پارسی میانه) «وی» برای حالت مفعولی و «او» برای حالت فاعلی به کار می‌رفت. (البته در متون متاخر پهلوی این امر رعایت نمی‌شود).

### ضمیر مشترک
ضمیری که همواره یک صورت دارد و میان شش ساخت مشترک است: خود، خویش، خویشتن. جز در زبان محاوره، این ضمیر جمع بسته نمی‌شود.
- واژگان اشاره، پرسش، مبهم و تعجّب اگر همراه اسم نباشند، خود جانشین اسم هستند و ضمیر محسوب می‌شوند. همچنین اگر این واژگان جمع باشند، صفت نیستند، بلکه ضمیر هستند زیرا در این حالت قطعاً نمی‌توانند همراه اسم باشند.

### ضمیر اشاره
ضمیری است که مرجع آن به اشاره معلوم شود: آن/ این و ترکیباتش مثل اینان/ آن‌ها
- (کتاب را بگیر و آن را بخوان) اگر صفت‌های اشاره (ان-این-همین و …) بدون اسم بیایند ضمیر اشاره هستند و نقش می‌پذیرند.

### ضمیر پرسش
واژه‌های پرسشی اگر به تنهایی در جمله بیایند. (بدون همراهی اسم): که/ چه/کدام/کی/ کجا/چگونه/چند/چقدر
- (تا یار که خواهد و میلش به که باشد)

### ضمیر مبهم
واژه‌هایی که بر شخص یا مقدار مبهمی دلالت می‌کنند. چند/همه/هیچ/یکی/هرکه/کمی/دیگری
- (همه آمدند).
-(مثال از خیام: آرند یکی و دیگری بربایند / بر هیچ‌کسی همی نگشایند).

### ضمیر تعجّب
واژه‌هایی که مفهوم تعجب و شگفتی را برساند: به/ چقدر/ وه…
- (وه که چگونه می‌رزمند شیرمردان مبارز!)

### ضمیر شمارشی
صفت شمارشی که بدون همراهی اسم بیاید.
- (اولی رفت و دست خالی برگشت، اما دومی مدال طلا گرفت)

### ضمیر ملکی
واژه مرکب «از آن» است که معنی «مال» / «متعلق به» را می‌دهد.
- (من زان خودم هرآنچه هستم، هستم)

## نقش ضمیر در زبان‌های مختلف
زبان‌ها به دو دستۀ «ضمیر آزاد» (free pronoun) و «ضمیر وابسته» (bound pronoun) تقسیم می‌شوند.
در زبان‌های ضمیر آزاد، ضمیرها بیشتر به شکل گسسته (independent pronoun) به کار می‌روند، یعنی ضمیرها، واژگانی هستند که از نظر نحوی، یک واحد مستقل به شمار می‌آیند. حتی اگر در این زبان‌ها، ضمیرها به صورت شناسه (agreement) و واژه بست یا ضمیر پیوسته (clitic) به کار رود، باز هم نقش‌های دستوری اصلی در ضمیر گسسته خود را نشان می‌دهند.
در زبان‌های ضمیر وابسته، ضمیرها بیشتر به شکل ضمیر پیوسته و شناسه خود را نشان می‌دهند و ضمیرهای گسسته، یا اصولاً در زبان وجود ندارند، یا اینکه نقشی فرعی ایفا می‌کنند و بیشتر برای تأکید به کار می‌روند.
اوایل زبان‌شناسان گمان می‌کردند که اگر در زبانی، ضمیر به اشکال مختلف (ضمیر گسسته، ضمیر پیوسته یا شناسه) به کار رود، طبعاً ضمیر گسسته، نقش اصلی را دارد و کاربرد آن اجباری است. به عبارت دیگر، ضمیرهای پیوسته یا شناسه‌ها همواره دارای نقش فرعی هستند و فقط یک سری اطلاعات را که در ضمیر گسسته آمده‌است، تکرار می‌کنند. همچنین اعتقاد بر آن بود که نشانه‌های حالت (case markers) به ضمیرهای گسسته می‌چسبند و بنابراین ضمیرهای گسسته، موضوع‌ها (arguments) را نشان می‌دهند. بر اساس این مقدمات، نتیجه‌گیری نهایی نیز آن بود که هم از لحاظ در زمانی و هم از لحاظ همزمانی، ضمیرهای گسسته اهمیت بیشتری دارند و در سیر تحولات تاریخی، طبیعتاً ابتدا ضمیرهای گسسته در زبان‌ها به کار رفته و سپس به صورت‌های دیگری تبدیل شده‌است.
اما در برخی زبان‌ها، دیده شد که شناسه‌ها و واژه‌بست‌ها، نقش اصلی را بر عهده دارند و ضمیرهای گسسته بیشتر از لحاظ تأکیدی یا تقابلی مورد استفاده قرار می‌گیرند (از جمله در زبان فارسی). همچنین در برخی زبان‌ها، نشانه‌های حالت نیز به ضمیرهای پیوسته یا شناسه‌ها می‌چسبند. در این زبان‌ها، ضمیرهای پیوسته و شناسه‌ها، اجباری هستند و ضمیرهای گسسته جنبۀ اختیاری دارند؛ بنابراین فرضیات قبلی زبان‌شناسان رد شد.
دو نوع مطابقه در زبان‌ها وجود دارد: «مطابقۀ دستوری» (grammatical agreement) و «مطابقۀ مرجع‌دار» (anaphoric agreement).
در مطابقۀ دستوری که بیشتر در زبان‌های ضمیرآزاد دیده می‌شود، ضمیرهای گسسته نقش اصلی را بر عهده دارند و شناسه‌ها و ضمیرهای پیوسته یا واژه‌بست‌ها با ضمیرهای گسسته مطابقه می‌کنند (تکرار اطلاعات).
در مطابقۀ مرجع‌دار، خودِ شناسه‌ها و ضمیرهای پیوسته، مستقیماً به اسم‌ها اشاره دارند و نیازی به ضمیرهای گسسته نیست. این نوع مطابقه بیشتر در زبان‌های ضمیروابسته دیده می‌شود. در زبان‌هایی که از این نوع مطابقه استفاده می‌کنند، از آنجا که کلمات دارای شناسه هستند و نقش خود را مشخص می‌کنند، ترتیب کلمات (word order) چندان ثابت نیست.
با توجه به تقسیم زبان‌ها به دو دسته ضمیر آزاد و ضمیر وابسته و همچنین معرفی دو نوع مطابقه (مرجع‌دار و دستوری)، باید این دسته‌بندی‌ها را به صورت یک طیف (تقسیم‌بندی نسبی و نه مطلق) در نظر گرفت. به عبارت دیگر، برخی زبان‌ها هستند که کاملاً ضمیرآزاد یا کاملاً ضمیروابسته به‌شمار می‌روند و برخی دیگر، ترکیبی از دو نوعِ ضمیرآزاد و ضمیروابسته هستند. مثلاً به نظر می‌رسد زبان آبخازی کاملاً ضمیروابسته باشد، زیرا همه ضمیرها به صورت شناسه در فعل به کار می‌روند و از سوی دیگر همان فعل، نشان‌دهنده همه موضوع‌ها و حالت‌ها است. زبان انگلیسی تا حد زیادی ضمیرآزاد است. باید گفت گوناگونی فراوانی در این زمینه بین زبان‌ها مشاهده می‌شود.
زبان‌شناسان در ابتدا گمان می‌کردند که ضمیرهای گسسته و به خصوص ضمیرهای گسستۀ «اول شخص» و «دوم شخص»، جنبۀ جهانی (universal) دارند و در همه زبان‌ها قطعاً این دو مفهوم، به شکل واحدهای نحوی مستقل به کار می‌روند. همچنین این ضمیرهای گسسته، از لحاظ معنایی و ساختی، قابل تحلیل نیستند. یعنی نمی‌توان آنها را به تکواژهای مختلف تقسیم کرد و از لحاظ معنایی هم، در هیچ زبانی، تکواژی که برای اشاره این ضمیرها به کار می‌رود، در ابتدا معنای دیگری نداشته‌است.
با این وجود، دیده شد که در برخی زبان‌ها، اصولاً ضمیرهای گسسته وجود ندارند و در برخی دیگر که دارای ضمیرهای گسسته (به منظور تأکید بیشتر) هستند، گاهی این ضمیرها از دو یا چند تکواژ تشکیل شده‌اند. علاوه بر این، گاهی این ضمیرهای گسسته، دارای ریشه معنایی هستند و به مفهوم دیگری نیز به کار می‌روند.
در بررسی تاریخی مسئله زبان‌های ضمیرآزاد و ضمیروابسته، باید توجه داشت که در تحولات تاریخیِ زبان‌های ضمیر آزاد، عمدتاً شناسه‌ها و ضمیرهای پیوسته تغییر می‌کنند و ضمیرهای گسسته، ثابت هستند. برعکس، در زبان‌های ضمیروابسته، ضمیرهای گسسته تغییر می‌کنند و ضمیرهای پیوسته ثابت هستند.
برخی زبان‌ها ضمیر ندارند
یا ضمیرانداز. در این زبان‌ها، ضمیرها شخصی به شکل عادی وجود ندارد و کلماتی که معانی دیگری دارند، گاهی برای اشاره به مفهوم شخص به کار می‌روند. در این زبان‌ها، عواملی مانند مقام اجتماعی و احترام، نوع کاربرد این واژه‌ها را تعیین می‌کند. مثلاً در زبان برمه‌ای، کلمه «بنده» (slave) برای اشاره به اول‌شخص به کار می‌رود و برخی عنوان‌های دینی (برای احترام) برای اشاره به دوم‌شخص مورد استفاده قرار می‌گیرند.
برای تعیین دقیق آنکه آیا می‌توان این کلمات را همان ضمیر در نظر گرفت یا خیر، چند معیار وجود دارد. اولاً این کلمات باید در بافت کارگفت‌ها (speech acts) به کار روند تا مشخص شود آیا می‌توانند دقیقاً جایگزین ضمیر شوند یا خیر. روش دوم آن است که مشخص شود این کلمات «تغییر دهنده» (shifter) هستند یا خیر. معیار سوم آن است که مشخص کنیم با وجودِ ذکر این کلمات در زبان، آیا باز هم لازم است تعیین کنیم که این کلمات به چه اسم‌هایی اشاره می‌کنند یا خیر. تفاوت این واژه‌ها با ضمیرها عبارت‌اند از:
- این کلمات ریشه اسمی و معنایی دارند.
- تعداد آنها بسیار زیادتر از ضمیرها معمولی است.
- نشان‌دهنده جایگاه اجتماعی و شغلی و همچنین مفهوم احترام هستند.
- این واژه‌ها بیشتر دارای ویژگی اسم‌ها و گروه‌های اسمی هستند.